# Ítalo-argentinos
Los ítalo-argentinos son los argentinos que descienden total, mayor o parcialmente de inmigrantes italianos, aunque como a veces es difícil de determinar, se puede simplificar considerando que son los argentinos blancos con apellidos italianos. Constituyen uno de los grupos étnicos más numerosos y culturalmente influyentes de la Argentina. Se estima que entre el 65 % de la población argentina tiene algún grado de ascendencia italiana, lo que convierte a la Argentina en el país con mayor número de descendientes italianos fuera de Italia.
La inmigración italiana a la Argentina fue parte de un proceso migratorio masivo que se extendió entre 1857 y 1950, alcanzando su punto más alto entre 1870 y 1920. En ese período, casi más de 3 millones de italianos llegaron al país, provenientes principalmente del norte (Piamonte, Lombardía, Véneto, Liguria) y, en olas posteriores, del sur (Campania, Calabria, Sicilia, Apulia).
Los motivos que impulsaron esta emigración incluyeron las guerras de unificación italiana, la pobreza rural, la inestabilidad política y económica del Reino de Italia, y la búsqueda de mejores condiciones de vida. La Argentina, por su parte, promovió activamente la inmigración europea como política de Estado, especialmente a través de la Constitución Nacional de 1853, que garantizaba derechos a todos los extranjeros que llegaran al país.
Los inmigrantes italianos se instalaron inicialmente en Buenos Aires y otras grandes ciudades del Litoral, como Rosario, La Plata, Santa Fe, Córdoba y Mendoza, aunque también fundaron y poblaron colonias agrícolas, sobre todo en la región pampeana y en provincias como Entre Ríos y Santa Fe. La comunidad italiana también tuvo presencia importante en Mendoza, Tucumán y el sur del país.

## Causas de la inmigración italiana

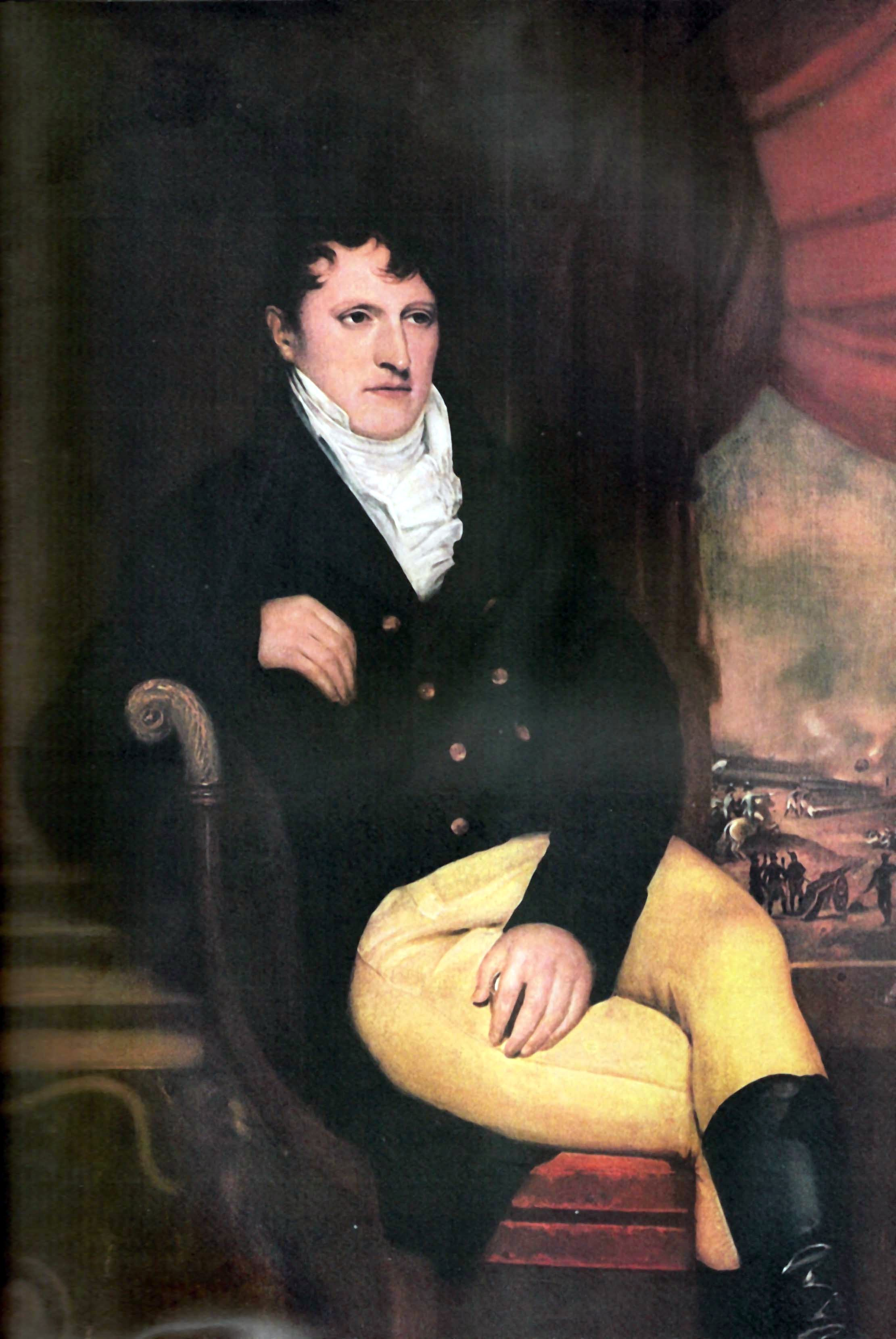
Manuel Belgrano era hijo de un padre italiano y una madre española.

La inmigración italiana a la Argentina fue uno de los fenómenos demográficos más relevantes de la historia nacional. Se produjo principalmente entre mediados del siglo XIX y la primera mitad del siglo XX, cuando millones de italianos dejaron su país natal en busca de mejores condiciones de vida. Esta migración masiva respondió a una combinación de factores estructurales tanto en Italia como en Argentina, que crearon un flujo constante y sostenido durante décadas.
En Italia, especialmente en las regiones del sur, la situación económica era crítica. La unificación del país en 1861 no trajo consigo mejoras sustanciales para todos sus territorios. Mientras el norte comenzó a desarrollarse industrialmente, el sur quedó sumido en el atraso económico, el latifundismo y la pobreza rural. La mayoría de los campesinos no poseía tierras, trabajaba en condiciones precarias y sufría el impacto de crisis agrícolas periódicas. Las malas cosechas, las plagas como la filoxera que arrasó los viñedos, y la falta de oportunidades laborales generaron desesperanza entre millones de italianos. La sobrepoblación rural, sumada a una débil infraestructura económica, acentuó aún más la miseria de estas regiones.
A estas causas económicas se sumaron factores sociales y políticos. La represión estatal frente a los movimientos sociales, campesinos y sindicales, así como la persecución de ideologías anarquistas y socialistas, empujaron a muchos italianos a emigrar. También hubo una fuerte resistencia al servicio militar obligatorio, que llevó a numerosos jóvenes a abandonar el país para evitar ser reclutados. La sensación de abandono por parte del Estado italiano y la falta de un futuro previsible contribuyeron a que millones de personas buscaran nuevas oportunidades en el extranjero.
Argentina, en ese mismo período, se mostraba como una tierra de promisión. La Constitución Nacional de 1853 establecía explícitamente que el país debía fomentar la inmigración europea, y las autoridades desarrollaron políticas activas para atraer trabajadores extranjeros. Se ofrecían condiciones favorables para la instalación de colonias agrícolas, acceso a tierras, transporte subvencionado y promesas de empleo. La economía argentina se encontraba en expansión, con una creciente demanda de mano de obra en el campo, en las obras públicas, en los ferrocarriles y en las ciudades. Todo esto configuró una imagen positiva de la Argentina como un país de progreso, libertad y futuro, lo que atrajo a numerosas familias italianas.
La combinación entre las condiciones críticas en Italia y las oportunidades ofrecidas por Argentina generó un flujo migratorio sin precedentes. Los italianos encontraron en suelo argentino un espacio para rehacer sus vidas, construir comunidades y aportar de manera decisiva al desarrollo económico, social y cultural del país.

## Origen de los inmigrantes
Los inmigrantes italianos que llegaron a la Argentina entre mediados del siglo XIX y comienzos del siglo XX provenían de diversas regiones de Italia, aunque el flujo migratorio estuvo marcado por diferencias geográficas y temporales a lo largo de los años. En las primeras décadas del proceso migratorio, predominaron los italianos del norte, mientras que en las etapas posteriores se incrementó notablemente la llegada de personas provenientes del sur.
Entre las regiones del norte de Italia, destacan Liguria, Lombardía, Piamonte, Véneto y Friuli-Venezia Giulia. Muchos de estos inmigrantes llegaron a la Argentina durante la segunda mitad del siglo XIX, atraídos por la promesa de empleo en obras de infraestructura y el acceso a tierras agrícolas. Eran en su mayoría trabajadores calificados, artesanos, agricultores y comerciantes, y lograron integrarse rápidamente en los núcleos urbanos y en las colonias agrícolas.
A partir de fines del siglo XIX y especialmente en las primeras décadas del siglo XX, la inmigración comenzó a provenir con mayor fuerza del sur de Italia. Las regiones de Campania, Calabria, Basilicata, Apulia y Sicilia fueron las principales expulsoras de población. En general, los inmigrantes del sur eran campesinos pobres, con escasa o nula instrucción formal, que huían de la pobreza extrema, la falta de tierras y las crisis sociales que azotaban a sus comunidades. Su llegada transformó el perfil demográfico de la colectividad italiana en Argentina y contribuyó al crecimiento de los barrios populares en ciudades como Buenos Aires, Rosario y La Plata.
Los factores que explican estas diferencias regionales tienen relación directa con las condiciones sociales y económicas que imperaban en las distintas zonas de Italia. Mientras el norte era más desarrollado industrialmente y ofrecía cierta movilidad social, el sur sufría una situación de atraso estructural, marcado por el latifundismo, la marginalidad y la desatención estatal.
A pesar de sus diferencias de origen, los inmigrantes del norte y del sur compartían el anhelo de mejorar sus condiciones de vida. En Argentina, se encontraron con una sociedad en expansión, que ofrecía oportunidades laborales y, con el tiempo, espacio para la organización de asociaciones, mutuales, escuelas y periódicos en lengua italiana. A través de estos espacios, los inmigrantes pudieron conservar elementos de sus identidades regionales y, al mismo tiempo, construir una identidad común como italianos y luego como ítalo-argentinos.
A continuación, se presenta una lista de las regiones italianas que más inmigrantes aportaron a la Argentina entre 1876 y 1915, junto con los porcentajes correspondientes.
Regiones de origen de los inmigrantes italianos a Argentina (1876-1915):
- Piamonte: 16,9%
- Calabria: 13,2%
- Sicilia: 11,1%
- Lombardía: 10,4%
- Marcas: 8,2%
- Campania: 7,5%
- Véneto: 7,2%
- Abruzos-Molise 3,2%

Estas cifras reflejan la diversidad regional de los inmigrantes italianos que llegaron a Argentina durante ese período. Las regiones del norte, como Piamonte y Lombardía, fueron importantes fuentes de emigrantes en las primeras etapas de la inmigración, mientras que las regiones del sur, como Calabria y Sicilia, tuvieron una participación creciente en las décadas posteriores.
En el caso de la provincia de Córdoba, se estima que aproximadamente el 49% de los inmigrantes italianos provenían de Piamonte, seguido por Calabria (13,2%), Sicilia (11,1%), Lombardía (10,4%), Marcas (8,2%), Campania (7,5%), Véneto (7,2%) y Abruzos-Molise (3,4%).
En la provincia de Santa Fe, la inmigración italiana estuvo compuesta en su mayoría por personas originarias de Piamonte (80%), seguidas por Lombardía (5%), Véneto (4%), Campania (3%), Calabria (3%), Sicilia (2%) y otras regiones (3%).

## Distribución en argentina
| Provincia                 | Población total | Población con ascendencia italiana | Porcentaje de ítalo-descendientes |
| ------------------------- | --------------- | ---------------------------------- | --------------------------------- |
| Provincia de Buenos Aires | 17 523 996      | 12,9 millones                      | 73.6%                             |
| Buenos Aires              | 3 121 707       | 1,8 millones                       | 57,6%                             |
| Provincia de Santa Fe     | 3 544 908       | 3,2 millones                       | 90,3%                             |
| Provincia de Córdoba      | 3 840 905       | 3,0 millones                       | 78,1%                             |
| Provincia de Mendoza      | 2 043 540       | 1,5 millones                       | 73,4%                             |
| Provincia de Entre Ríos   | 1 425 578       | 1,1 millones                       | 77,2%                             |
| Provincia de Corrientes   | 1 212 696       | 395 mil                            | 32,6%                             |
| Provincia de Tucumán      | 1 731 820       | 390 mil                            | 22,5%                             |
| Provincia del Chaco       | 1 129 606       | 380 mil                            | 33,6%                             |
| Provincia de Río Negro    | 750 768         | 355 mil                            | 47,2%                             |